# Kristina Wagner
Kristina Wagner, född 25 januari 1993, är en amerikansk roddare.

## Karriär
Vid olympiska sommarspelen 2020 i Tokyo slutade Wagner på femte plats tillsammans med Genevra Stone i dubbelsculler.
I september 2023 tog Wagner brons tillsammans med Sophia Vitas i dubbelsculler vid VM i Belgrad.